# Матанбаал III
Матанбаал III (Матинубаал III; «подарок Баала»; финик. Matan-ba‘al, Matinu-ba‘al) — царь Арвада в первой половине VII века до н. э.

## Биография
Матанбаал III упоминается только в ассирийских надписях. В них он назван царём Арвада, подчинявшимся верховной власти правителей Ассирии.
О происхождении и дате восшествия Матанбаала III на престол сведений в исторических источниках не сохранилось. Предыдущим известным царём Арвада был Абдэл, в 701 году до н. э. участвовавший в восстании против Синаххериба.
В качестве данников Матанбаал III, Баал I Тирский, Милкиасап Библский, а также другие владетели Финикии и Кипра в 675 или 673 году до н. э. по повелению Асархаддона предоставили строительные материалы для украшения царского дворца в ассирийской столице Ниневии.
Других свидетельств о правлении Матанбаала III не сохранилось. Следующим арвадским царём, упоминаемым в источниках, был Йакинлу, возможно, сын и наследник Матанбаала III, деятельность которого датируется 660-ми годами до н. э.